# Ascotricha novae-caledoniae
Ascotricha novae-caledoniae är en svampart som beskrevs av Udagawa, Uchiy. & Kamiya 1994. Ascotricha novae-caledoniae ingår i släktet Ascotricha och familjen kolkärnsvampar.   Inga underarter finns listade i Catalogue of Life.